# Ferozabad, Gulbarga
Ferozabad là một làng thuộc tehsil Gulbarga, huyện Gulbarga, bang Karnataka, Ấn Độ.